# Borolia rimosa
Borolia rimosa là một loài bướm đêm trong họ Noctuidae.